# مالایا کوندراتوفسکایا
مالایا کوندراتوفسکایا (به لاتین: Malaya Kondratovskaya) یک منطقهٔ مسکونی در روسیه است که در استان آرخانگلسک واقع شده‌است.